# 9993 Кумамото
9993 Кумамото (9993 Kumamoto) — астероїд головного поясу, відкритий 6 листопада 1997 року.
Тіссеранів параметр щодо Юпітера — 3,421.